# Зоран Мамич
Зоран Мамич (хорв. Zoran Mamić, нар. 30 вересня 1971, Загреб) — хорватський футболіст, що грав на позиції захисника. По завершенні ігрової кар'єри — футбольний тренер.
Виступав, зокрема, за клуби «Кроація» та «Баєр 04», а також національну збірну Хорватії, у складі якої став бронзовим призером чемпіонату світу.

## Клубна кар'єра
Почав займатися футболом у загребському «Динамо». В 1989 році підписав з цією командою професійний контракт. Він провів понад сто матчів за шість сезонів за клуб, який також за час його виступів називався «ХАШК—Градянскі» та «Кроація», та виграв по два чемпіонати і Кубки Хорватії. В ряді футбольних сайтів вказано, що в цей період Мамич також був на правах оренди у «Земуні», однак насправді там виступав інший гравець з таким же ім'ям, Зоран Мамич, який, однак, народився 2 лютого 1967 року.
У 1996 році Зоран Мамич перейшов у німецький «Бохум», де він провів два сезони. У 1998 році «Баєр 04» купив права на Мамича за понад 700 тисяч фунтів стерлінгів, проте хорват не зумів витіснити з основи таких зіркових гравців як Карстен Рамелов, Роберт Ковач та Єнс Новотний, тому на поле виходив достатньо рідко.
Влітку 2000 року Мамич повернувся в «Бохум», але не врятував його від вильоту в Другу Бундеслігу, після чого перейшов в «Гройтер», який також грав у Другій Бундеслізі. Після двох років в цьому клубі Мамич ще по сезону провів в інших клубах, «Рот Вайсі» (Ален) та «Айнтрахті» (Трір), після чого повернувся на батьківщину. Всього у своїй кар'єрі в Німеччині Мамич провів 83 матчі в Бундеслізі з чотирма забитими м'ячами, а також 99 матчів у Другій Бундеслізі з двома забитими м'ячами.
У 2005 році Мамич повернувся в «Динамо» (Загреб) і закінчив свою ігрову кар'єру в клубі в кінці березня 2007 року. Він був капітаном команди, яка виграла чемпіонат у 2006 році. Свій останній матч за клуб провів 3 березня 2007 року проти «Вартекса» (3:1).

## Виступи за збірну
8 жовтня 1996 року дебютував в офіційних матчах у складі національної збірної Хорватії в зустрічі проти збірної Боснії та Герцеговини (4:1). Зоран з'явився на останні 7 хвилин, замінивши Славена Билича.
Останній матч за збірну зіграв 6 червня 1998 року в Загребі проти Австралії, який Хорватія розгромно виграла з рахунком 7:0, після чого ще у складі збірної був учасником чемпіонату світу 1998 року у Франції, на якому команда здобула бронзові нагороди, проте на поле вже більше не виходив.
Протягом кар'єри у національній команді, яка тривала усього 3 роки, провів у формі головної команди країни лише 6 матчів.

## Кар'єра тренера
Після завершення своєї ігрової кар'єри Зоран став спортивним директором в «Динамо» (Загреб), де його брат Здравко Мамич був президентом.
У жовтні 2013 року, після звільнення Бранко Іванковича, Мамич був призначений виконувачем обов'язків головного тренера загребського «Динамо», взявши собі в помічники колишніх партнерів по клубу Даміра Крзнара та Ігоря Цвитановича. У листопаді 2013 року, після ряду позитивних результатів, у тому числі 0:0 проти ПСВ в Лізі Європи, Мамич зазнав своєї першої поразки як тренер «Динамо» в гостьовому матчі проти того ж ПСВ. У грудні 2013 року Мамич привів «Динамо» до одного зі своїх найвеличніших тріумфів у «Вічному дербі» проти «Хайдука», коли вони виграли з рахунком 5-0 у чвертьфіналі Кубка Хорватії. Проте найзначнішою перемогою клубу під керівництвом Мамича стала домашня перемога 2:1 у матчі групового етапу Ліги чемпіонів 2015/16 роках над лондонським «Арсеналом». Однак ця перемога так і лишилася для клубу єдиною в групі. У внутрішніх же змаганнях «Динамо» не мало конкурентів і здобуло під керівництвом Мамича три чемпіонства і два кубки Хорватії
У червні 2016 року Мамич очолив тренерський штаб саудівського клубу «Аль-Наср» (Ер-Ріяд), у який запросив також своїх земляків Марина Томасова та Івана Томечака. Команда демонструвала дуже пристойні результати, проте наприкінці 2017 року Мамич вирішив залишити клуб, у якого почалися фінансові негаразди.
У лютому 2018 року очолив тренерський штаб одного з лідерів еміратського футболу, клубу «Аль-Айн». По суті змінив на посаді головного тренера цієї команди земляка Златко Далича, який восени 2017 повернувся на батьківщину аби очолити національну збірну Хорватії. Під керівництвом Мамича «Аль-Айн» 2018 року зробив «золотий дубль», тріумфувавши у чемпіонаті ОАЕ і розіграші Кубка Президента ОАЕ.

## Титули і досягнення

### Як гравця
- Чемпіон Хорватії (3):

«Динамо» (Загреб): 1992-93, 1995-96, 2005-06
- Володар Кубка Хорватії (2):

«Динамо» (Загреб): 1993-94, 1995-96
- Володар Суперкубка Хорватії (1):

«Динамо» (Загреб): 2006
Збірні
- Бронзовий призер чемпіонату світу: 1998

### Як тренера
- Чемпіон Хорватії (4):

«Динамо» (Загреб): 2013-14, 2014-15, 2015-16, 2019-20
- Володар Кубка Хорватії (2):

«Динамо» (Загреб): 2014-15, 2015-16
- Чемпіон ОАЕ (1):

«Аль-Айн»: 2017-18
- Володар Кубка Президента ОАЕ (1):

«Аль-Айн»: 2017-18

### Нагороди
- Red hrvatskog pletera — 1998[6]